# Алексис, Фрэнсис
Фрэнсис Алексис (англ. Francis Alexis; 3 октября 1947, Гренада) — гренадский юрист и политик, генеральный прокурор Гренады в 1984—1987 и 1990—1995 годах. В начале 1980-х — организатор антикоммунистической политэмиграции. Основатель партий Демократическое движение Гренады и Народное лейбористское движение. Авторитетный юрист Карибского региона, президент Ассоциации адвокатов Гренады.

## Юрист и эмигрант
Родился в католической семье африканского происхождения. Получил юридическое образование на Барбадосе и в Университете Вест-Индии. В 1977 Фрэнсису Алексису была присвоена в Кембриджском университете учёная степень доктора публичного права.
В марте 1979 в результате переворота к власти на Гренаде пришла марксистская партия Новое движение ДЖУЭЛ. Фрэнсис Алексис эмигрировал на Барбадос. В мае 1983 он создал Демократическое движение Гренады (GDM) — объединение гренадских эмигрантов-антикоммунистов, противников Мориса Бишопа. Большинство активистов GDM были выпускниками карибских вузов, некоторые из них первоначально поддерживали Новое движение ДЖУЭЛ, но порвали с ним из-за прокоммунистической ориентации Бишопа.

## Политик и генпрокурор
После октябрьских событий 1983 — переворота Бернарда Корда, убийства Бишопа и американской интервенции — Фрэнсис Алексис вернулся на Гренаду. Некоторое время Алексис рассматривался как потенциальный глава правительства, однако предпочтение было отдано Николасу Брэтуэйту как политически неангажированной фигуре.
Перед выборами 1984 года GDM Фрэнсиса Алексиса, Национальная партия Гренады Герберта Блейза, Национально-демократическая партия Джорджа Бризана и Христианско-демократическая лейбористская партия Уинстона Уита учредили Новую национальную партию (NNP). Лидером новой партии стал Герберт Блейз. NNP одержала победу на выборах.
В 1987 году Фрэнсис Алексис и Джордж Бризан вышли из NNP и создали Национально-демократический конгресс (NDC). Переход Алексиса из консервативной NNP в либеральный NDC определялся популистскими мотивами — причиной разрыва с Блейзом стали разногласия по социальной и трудовой политике.
Дважды — в 1984—1987 и 1990-1995 годах Фрэнсис Алексис занимал пост генерального прокурора Гренады. И в первый, и во второй период правительства формировалось партиями, в которых состоял Алексис: в 1980-х — NNP, в 1990-х — NDC.

## Лейборист-популист
К середине 1990-х политическая позиция Фрэнсиса Алексиса эволюционировала к гренадскому лейборизму в духе традиции Эрика Гейри. В 1995 году он порвал с NDC и создал Демократическую лейбористскую партию, вскоре преобразованную в Народное лейбористское движение (PLM). На выборах 2003 PLM выступала самостоятельно, на выборах 2008 — в альянсе с Объединённой лейбористской партией, продолжающей традиции гейризма. Главной политической задачей лейбористы ставили отстранение от власти правительства Кита Митчелла.
Излагая предвыборную программу, Фрэнсис Алексис говорил о стимулировании национальной экономики и человеческих ресурсов, особом внимании к молодёжи, конституционной реформе и развитии самоуправления. При этом популистский стиль Алексиса сильно напоминал Гейри.

По словам Алексиса, в предвыборной кампании лейбористов не будут использоваться грязные методы. Но он строго предупредил, что на любую провокацию последует жёсткий ответ. «Пусть никто не думает, что на лейбористов можно нападать безнаказанно, — сказал он. — Мы хотим вести кампанию мирно, без убийств. Но мы не позволим сбросить себя в кювет. Наше миролюбие не следует принимать за слабость. Пусть все это учтут».

## Международная деятельность
Фрэнсис Алексис возглавляет Ассоциацию адвокатов Гренады. Как юрист он авторитетен не только на Гренаде, но и в масштабах Карибского региона. Даёт экспертные оценки конституционного процесса других карибских государств, в частности, Доминики. С 2008 года Алексис является региональным юрисконсультом британской королевы Елизаветы II. Выступает за максимальное повышение роль Карибского суда, который, на его взгляд, закрепляет и гарантирует независимость островов Карибского бассейна.
Бывший министр культуры Гренады Арлей Гилл характеризует Фрэнсиса Алексиса как выдающегося юриста и великого патриота Гренады, достойного посвящения в рыцари Её Величества.
Фрэнсис Алексис женат, имеет троих детей.